# Color anormal de la orina
Normalmente, color de orina humana es amarillo pálido. El color de orina distinto al amarillo pálido a veces refleja una anormalidad, una condición patológica subyacente en los seres humanos.

## Señales y síntomas
Los síntomas de una problema en la orina son los siguientes:
- Color de orina inexplicada otro que amarillo pálido ha continuado para un tiempo largo.[1]
- Presencia de sangre en orina.[1]
- Orina marrón oscuro o muy transparente .[1]

Los factores de riesgo clínico incluyen edad anciana, ejercicio agotador, e historia familiar de diagnosis relacionada.

## Causa
Infección, enfermedad, medicinas, o la comida puede, temporalmente, afectar el color de la orina. Para caso, de orina turbia o lechosa normalmente acompañada por el olor malo posiblemente indica infección de tramo urinario, micción excesiva de cristales, grasa, leucocitos , eritrocitos, o moco.
En caso de orina color rosa, rojo, o marrón claro es generalmente causado por la remolacha, moras, colorante , anemia hemolítica,  insuficiencia renal, infección urinaria, medicación, porfiria, hemorragia intra-abdominal, metrorragia, neoplasia localizada en las vías de la vejiga o de los riñones.
Si la orina posee un color  amarillo oscuro o similar a color naranja, la causa de esto podría ser el consumo reciente  de vitamina B-conteniendo suplemento de nutriente, caroteno, fenazopiridina, rifampicina, warfarina y laxante.

## Diagnosis
El médico puede prescribir algunas pruebas para ayudar a obtener una imagen completa de la situación, como pruebas de sangre, pruebas de función hepática, ecografía para los riñones y vejiga, análisis de orina, cultivo de orina para detectar infección y cistoscopia.
El doctor también puede revisar el  historial médico para obtener más información antes de hacer una diagnosis.